# 日本エム・ディ・エム
株式会社日本エム・ディ・エム（にほんエム・ディ・エム、英: JAPAN MEDICAL DYNAMIC MARKETING,INC.）は、東京都新宿区谷台町に本社を置く医療機器メーカー及び商社。

## 概要
1973年5月、株式会社ホスピタルサービスとして設立。整形外科用の医療機器を専門とする商社である一方、米国子会社が骨接合材料や人工関節、脊椎固定器具などの製造・開発を行っており、メーカー機能を有する。また、かつては伊藤忠商事と資本・業務提携を締結し同社の持分法適用関連会社となっていたが、伊藤忠商事が日本特殊陶業に保有する日本エム・ディ・エムの株式全部を売却することとなったため、資本・業務提携を解消。これに伴い、新たに日本特殊陶業と資本・業務提携を締結し、2016年5月16日より持分法適用関連会社となっている。

## 沿革
- 1973年5月 - 株式会社ホスピタルサービスとして設立[1]。
- 1981年1月 - 株式会社日本エム・ディ・エムに商号を変更[1]。
- 1994年9月 - 米国のOrtho Development Corporationを買収[1]。
- 1998年12月 - 日本証券業協会（現・ジャスダック）に株式を店頭登録[1]。
- 2000年3月 - 東京証券取引所市場第二部に株式を上場[1]。
- 2001年5月 - 東京証券取引所市場第一部に指定替え[1]。
- 2008年7月 - 伊藤忠商事株式会社と資本・業務提携を締結し、同社の持分法適用関連会社となる[1]。
- 2009年2月 - 伊藤忠商事株式会社および株式会社グッドマン、センチュリーメディカル株式会社との包括業務提携に関する契約を締結[1]。
- 2016年5月 - 伊藤忠商事株式会社が保有する日本エム・ディ・エムの株式全部を日本特殊陶業株式会社に売却し、資本・業務提携を解消。これに伴い、新たに日本特殊陶業株式会社と資本・業務提携を締結し同社の持分法適用関連会社となる。